# COR-TEN čelik
COR-TEN čelik - tržišni je naziv za nisko legiranu vrstu čelika, koja je otporna na atmosfersku koroziju. Patentiran je 1926. u Njemačkoj (Vereingte Stahwerke, Duesseldorf) te ponovo otkriven u SAD-u početkom šezdesetih godina dvadesetog stoljeća.
Glavna primjena ovog čelika je oblaganje fasada te u manjem opsegu izrada metalnih skulptura. Osnovna osobina COR-TEN čelika jest stabilan i dekorativno prihvatljiv korozijski sloj. Danas se proizvode dvije vrste ovog čelika, COR-TEN A i COR-TEN B.

## Sastav
| Vrsta     | C    | Si        | Mn        | P         | S     | Cr        | Cu        | V         | Ni   |
| --------- | ---- | --------- | --------- | --------- | ----- | --------- | --------- | --------- | ---- |
| Cor-ten A | 0,12 | 0,25-0,75 | 0,20-0,50 | 0,01-0,20 | 0,030 | 0,50-1,25 | 0,25-0,55 |           | 0,65 |
| Cor-ten B | 0,16 | 0,30-0,50 | 0,80-1,25 | 0,030     | 0,030 | 0,40-0,65 | 0,25-0,40 | 0,02-0,10 | 0,40 |

## Vanjske poveznice
- Corten FAQ  Arhivirana inačica izvorne stranice od 6. listopada 2014. (Wayback Machine) from the American Institute of Steel Construction
- Weathering steel: A technical overview of weathering steels for bridges and general construction[neaktivna poveznica]
- Info-Broschüre des „Stahl-Informations-Zentrums“  Arhivirana inačica izvorne stranice od 4. ožujka 2016. (Wayback Machine) (PDF; 5,7 MB)
- Merkblatt für den Einsatz von wetterfesten Baustählen  Arhivirana inačica izvorne stranice od 4. ožujka 2016. (Wayback Machine) (PDF; 1,4 MB): Know-how für Konstruktion und Montage